# Megasis
Megasis é um gênero de mariposa pertencente à família Crambidae.